# Léon Bakst
Léon Bakst, pseudonimo di Lev Schmule Rozenberg; oppure in versione russa Lev Samojlovič Rosenberg (Hrodna, 10 maggio 1866 – Rueil-Malmaison, 27 dicembre 1924), è stato un pittore, scenografo, illustratore e costumista russo.

## Biografia
Nato da una famiglia ebraica a Hrodna, Lev Rosenberg studiò all'Accademia delle Belle Arti di Pietroburgo e all'Académie Julian di Parigi dove approfondì la conoscenza dell'arte francese e si accostò al simbolismo; nel 1898 fondò con l'impresario teatrale Sergej Pavlovič Djagilev il gruppo d'avanguardia Il mondo dell'arte.
Bakst disegnò scene per tragedie greche e nel 1908 si guadagnò una fama come creatore delle scene e dei costumi per Sergej Djagilev e i suoi Balletti russi riuscendo a coniugare la raffinatezza del simbolismo francese con la tradizione popolare russa. In questo contesto collaborò con alcuni dei maggiori compositori dell'epoca come Igor' Stravinskij, Maurice Ravel, Reynaldo Hahn e Claude Debussy.
Tra le scenografie più suggestive che curò nella loro prima esecuzione sono da ricordare:
- Shéhérazade di Rimskij-Korsakov (1910),
- L'uccello di fuoco di Stravinskij (1910),
- Preludio al pomeriggio di un fauno di Debussy (1912),
- Dafni e Cloe di Ravel (1912),
- Le Dieu bleu di Hahn (1912).

Bakst ebbe una grande influenza sull'arte e sulla moda all'inizio del XX secolo, specialmente nella scenografia, di cui fu uno dei primi maestri moderni.
Morì nel 1924 a Rueil-Malmaison e venne sepolto nel Cimitero dei Batignolles, a Parigi.

## Galleria d'immagini

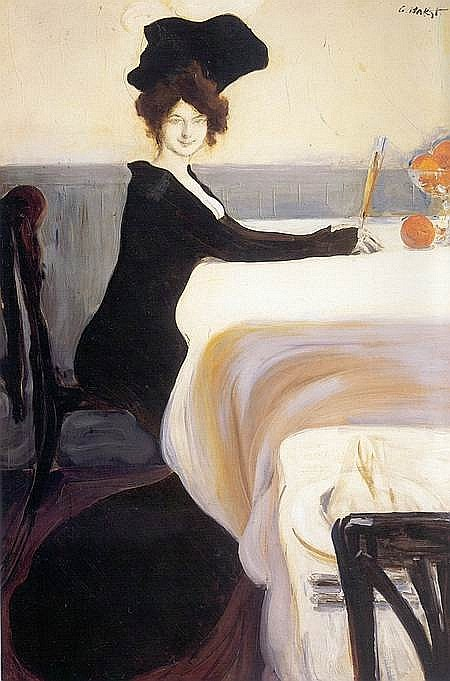
La cena 1902
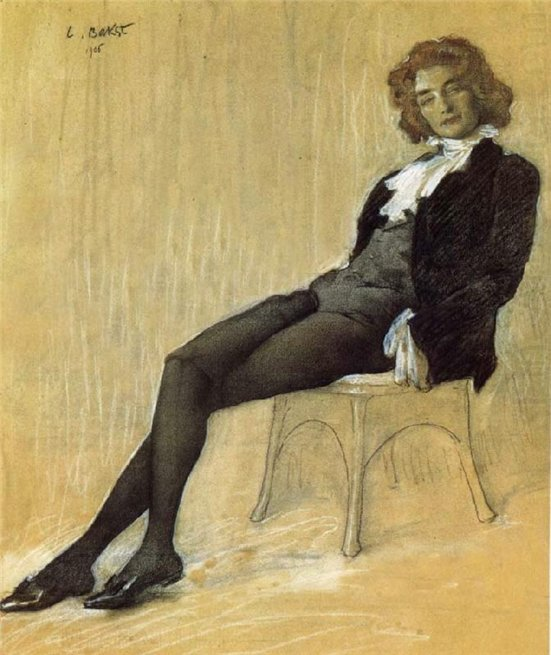
Zinaida Gippius, 1906
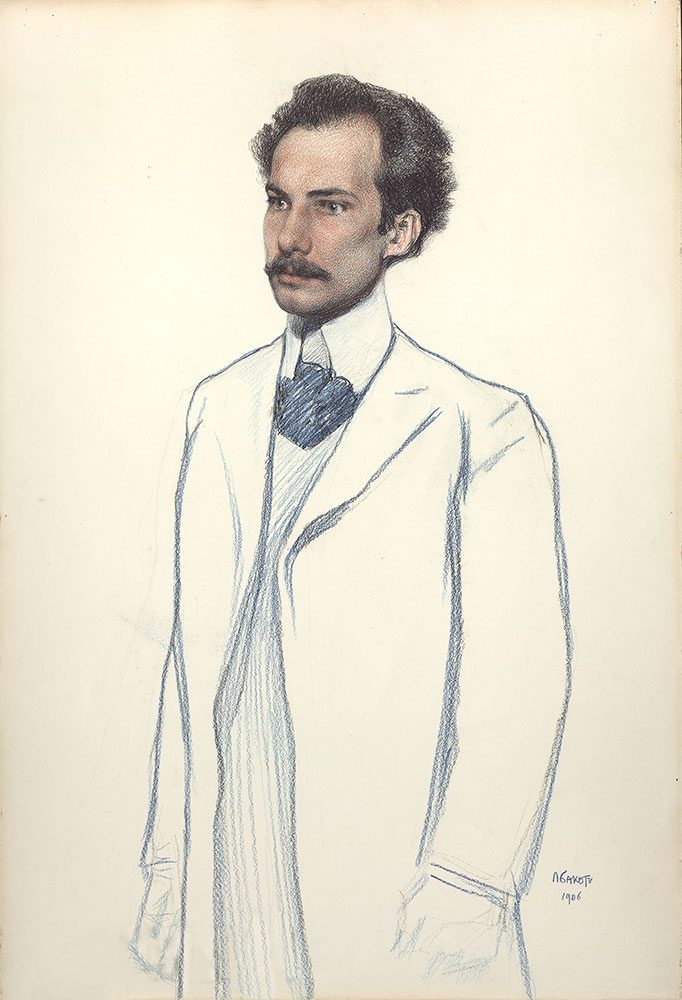
Andrej Belyj
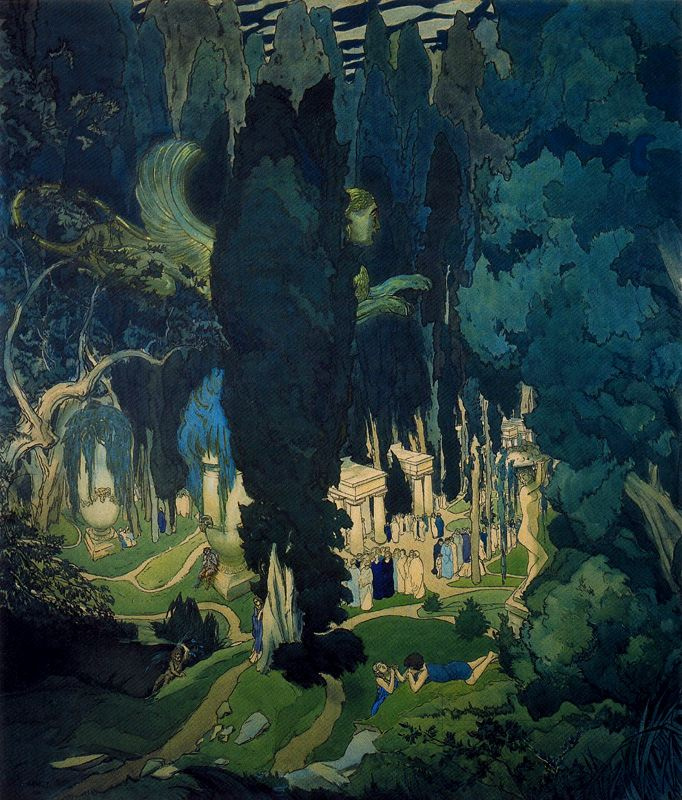
Elisium, 1906
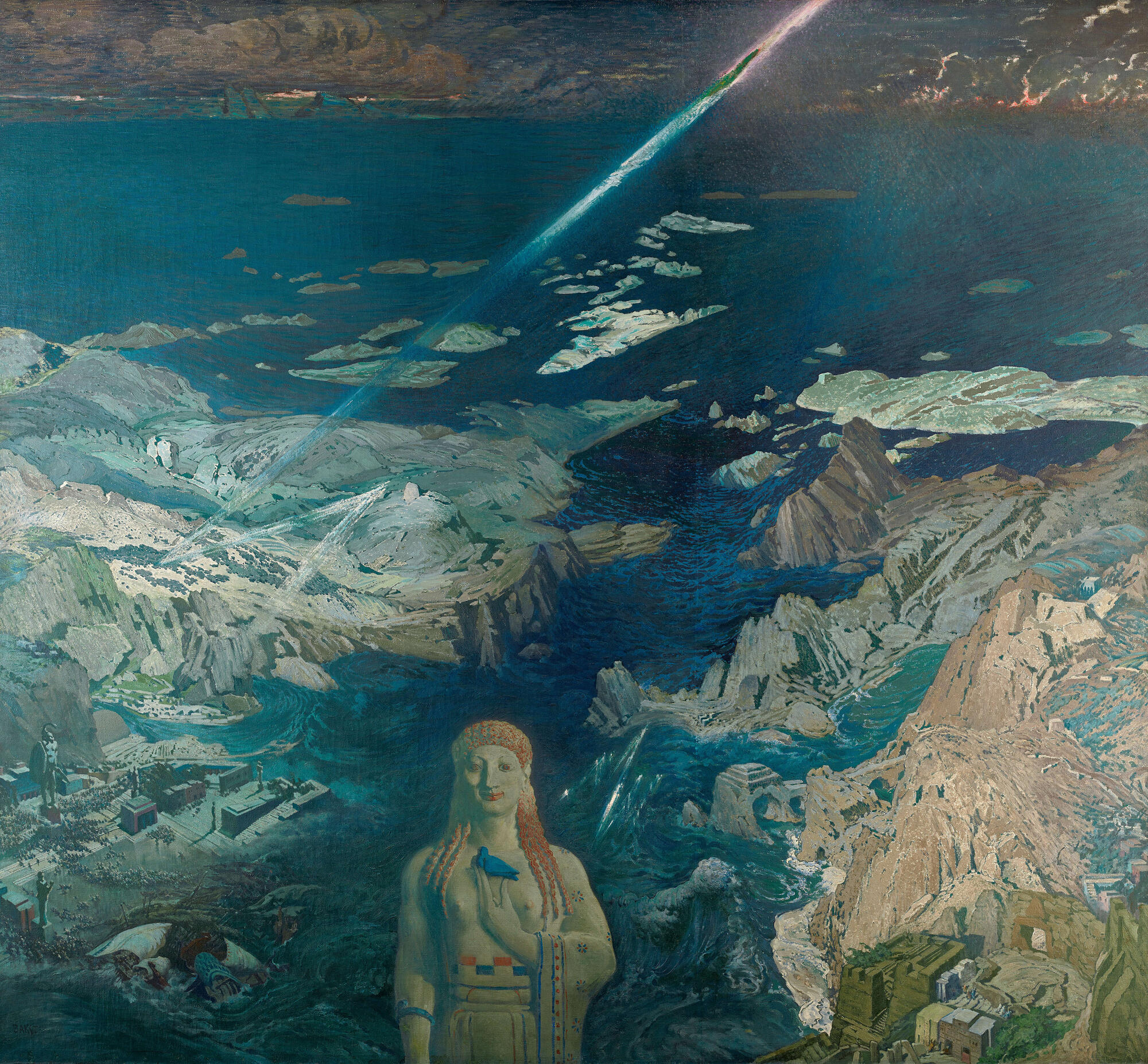
Fulmine di Zeus, 1908
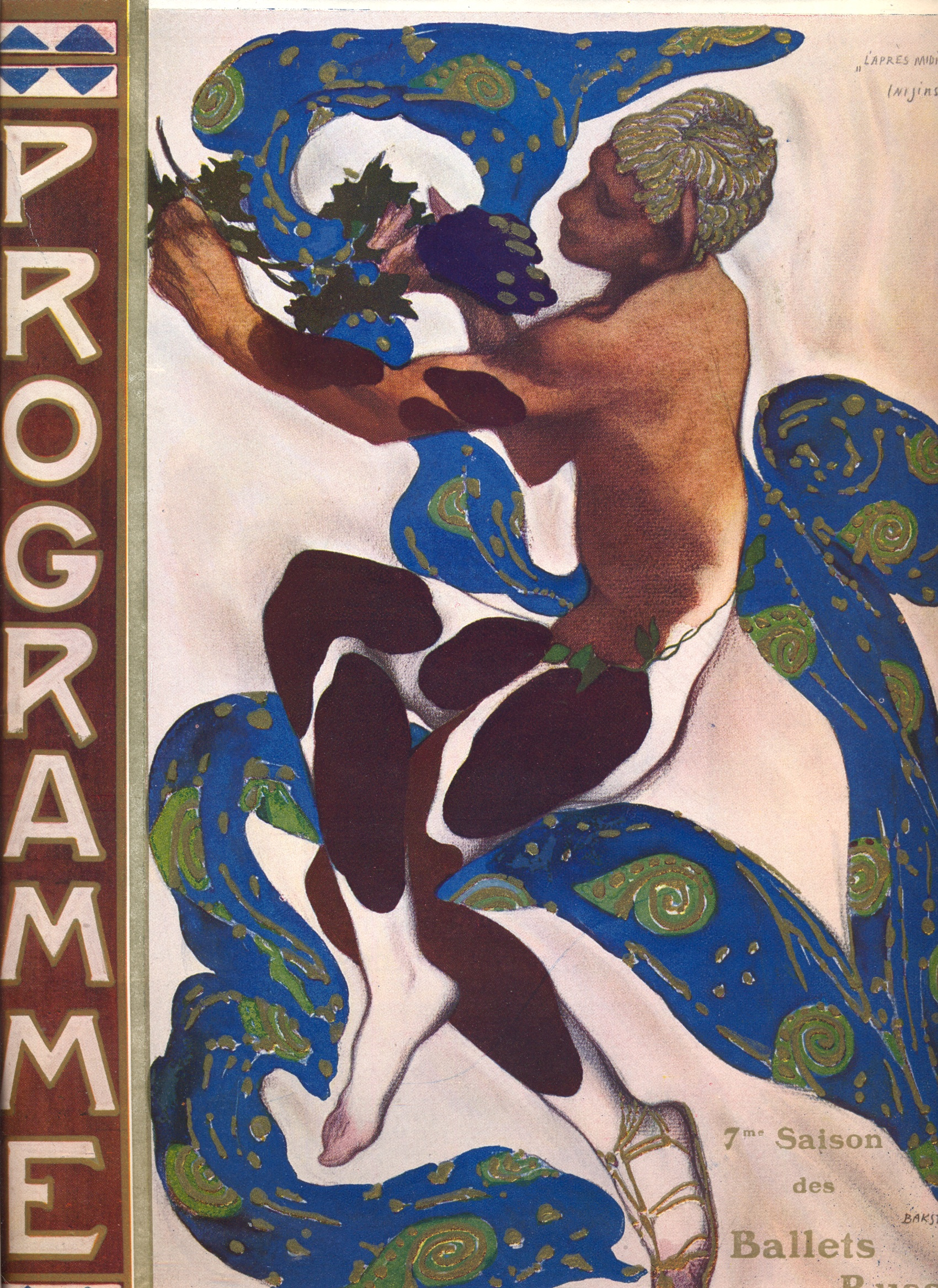
Nijinsky nel balletto L'après-midi d'un faune, 1912
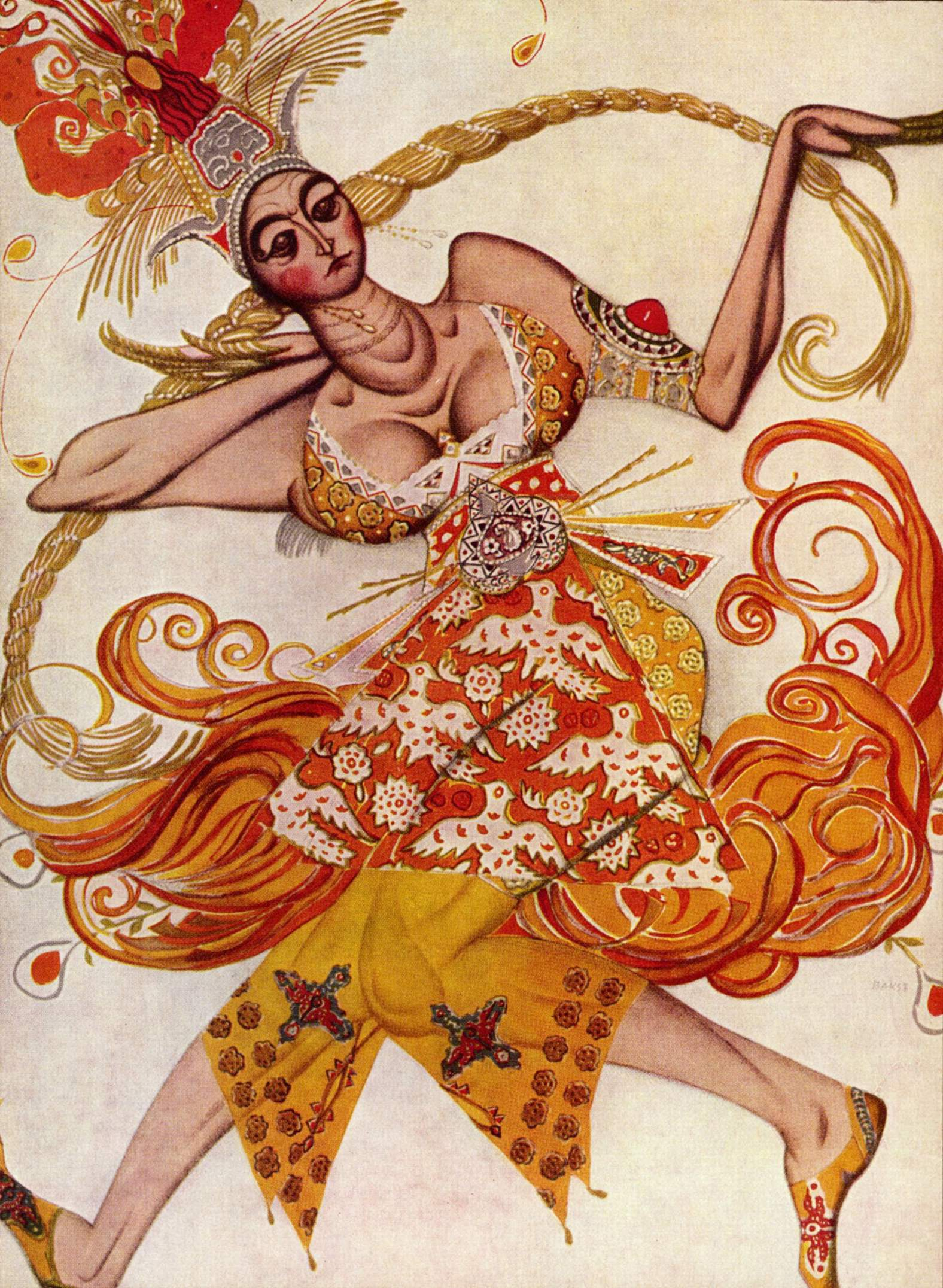
L'uccello di fuoco, figurino, 1910
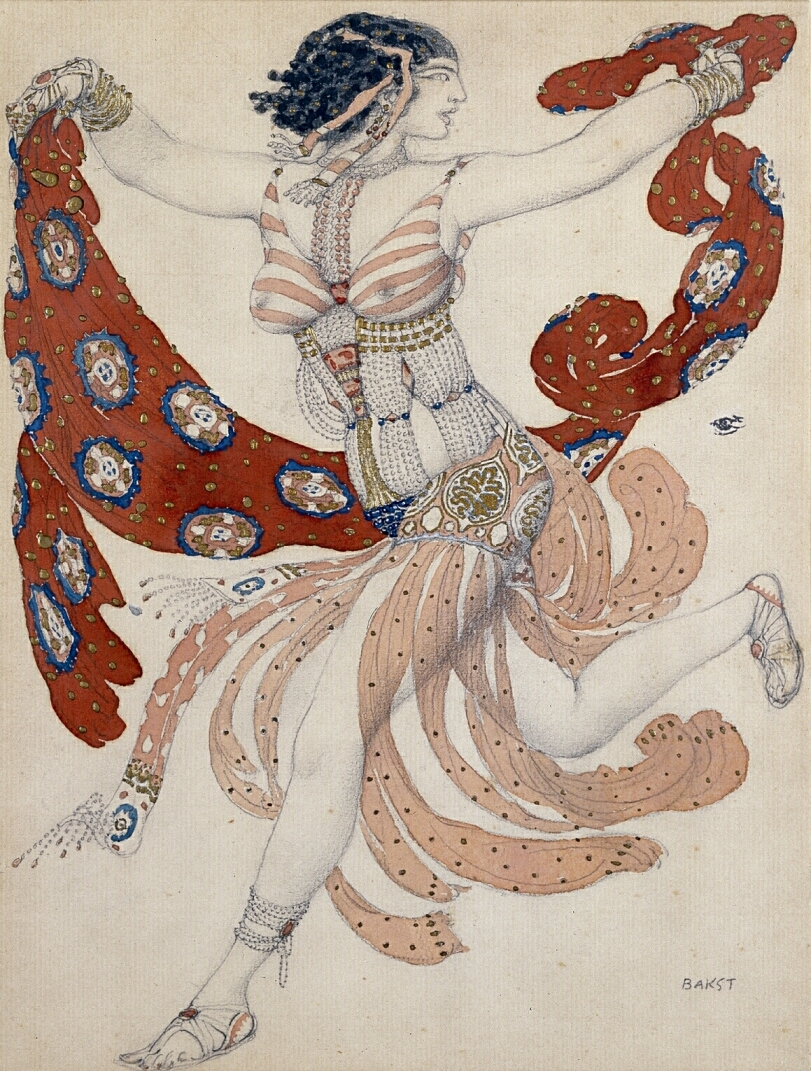
Cléopâtre, figurino, 1909